# Drosophila prosimilis
Drosophila prosimilis är en tvåvingeart som beskrevs av Oswald Duda 1927. Drosophila prosimilis ingår i släktet Drosophila och familjen daggflugor.
Artens utbredningsområde är Bolivia, Brasilien och Peru.